# Keulenschnecken
Die Keulenschnecken (Clavatulidae) sind eine monophyletische Familie kleiner bis mittelgroßer Gehäuseschnecken, die ausschließlich im Meer beheimatet sind. Sie wurden bis zum Jahr 2011 zu den Schlitzturmschnecken (Turridae) innerhalb der Überfamilie Conoidea gezählt.

## Merkmale
Die Arten der Familie Clavatulidae haben mittelgroße bis große, spindelförmige Gehäuse mit länglichem, spitzen und hohen Gewinde. Die Gehäusemündung ist oval und meist weiß. Der Kern des Operculums sitzt medio-lateral. Der Siphonalkanal kann recht kurz – so etwa bei Pusionella compacta – oder auch mäßig lang und leicht gekrümmt sein – so bei Fusiturris undatiruga. Der Analsinus variiert stark von sehr flach bis recht tief. Die äußere Lippe der Gehäusemündung kann leicht eingebogen und an der Seite gesägt sein. Die untere Nahtrampe ist meist wohl entwickelt. Das Schneckenhaus ist je nach Art sehr unterschiedlich skulpturiert und kann recht glatt sein – so bei Gemmuloborsonia colorata – oder längs fein gerippt und quer gestreift. Die Zahnformel der stenoglossen Radula ist 1-(1-R-1)-1.

## Verbreitung
Die Keulenschnecken sind in warmen Meeren weltweit verbreitet und fehlen in kalten Gewässern. Ein Verbreitungsschwerpunkt ist der Indopazifik, doch sind die Vertreter der Gattung Clavatula im Atlantischen Ozean zu finden, und zwar vorzugsweise an der Westküste Afrikas. Hier ist auch Pusionella nifat anzutreffen, deren Verbreitungsgebiet bis an die algerische Mittelmeerküste reicht. Im Mittelmeer tritt zudem die Art Fusiturris similis auf.

## Ernährung
Die Ernährungsgewohnheiten sind bisher nur bei wenigen Clavatulidae beobachtet worden, doch dienen bei allen untersuchten Arten Vielborster (Polychaeta) als Beutetiere. Die mit einer Giftdrüse verbundenen Radulazähne weisen die Schnecken als Räuber aus, die ihre Beute stechen und vergiften. Turricula nelliae frisst viele verschiedene Polychaeten, doch vor allem Lagis koreni und Vertreter der Gattungen Poecilochaetus und Prionospio. Auch Turricula javana frisst Vielborster, insbesondere aus den Gattungen Poecilochaetus und Marphysa.

## Systematik und Taxonomie
John Edward Gray stellte 1853 um die Gattung Clavatula eine Unterfamilie auf, die lange Zeit innerhalb der Pfeilzüngler (Toxoglossa) zu den Schlitzturmschnecken (Turridae) gezählt wurde. Rosenberg erhob 1998 auf Grundlage einer kladistischen Analyse dieses Taxon zu einer eigenen Familie, die auch nach Auffassung anderer Autoren (Kantor, Sysoev) mit den Schlitzturmschnecken keine monophyletische Gruppe bildet.

### Gattungen
Derzeit werden 14 rezente und 2 fossile Gattungen innerhalb dieser Familie unterschieden:
- Benthoclionella Kilburn, 1974
- Caliendrula Kilburn, 1985
- Clavatula Lamarck, 1801
- Clionella Gray, 1847
- Fusiturris Thiele, 1929
- Gemmuloborsonia Shuto, 1989
- Hemisurcula Casey, 1904 †
- Makiyamaia Kuroda, 1961
- Perrona Schumacher, 1817
- Pusionella Gray, 1847
- Scaevatula Gofas, 1990
- Tomellana Wenz, 1943
- Toxiclionella Powell, 1966
- Trachelochetus Cossmann, 1889 †[4]
- Trachydrillia Nolf & Swinnen, 2010
- Turricula Schumacher, 1817

Nicht mehr zu diesem Taxon gezählt werden folgende Gattungen:
- Danilacarina Bozzetti, 1997 – Cochlespiridae
- Iwaoa Kuroda, 1953 – Horaiclavidae

Folgende Gattungen sind nicht mehr als solche anerkannt:
- Melatoma Swainson, 1840, Synonym von Clionella Gray, 1847
- Netrum Philippi, 1850, Synonym von Pusionella Gray, 1847
- Surcula H. Adams & A. Adams, 1853, Synonym von Turricula Schumacher, 1817
- Tomella Swainson, 1840, Synonym von Tomellana Wenz, 1943
- Tyrrhenoturris Coen, 1929, Synonym von Fusiturris Thiele, 1929